# 84200 Робертмур
84200 Робертмур (84200 Robertmoore) — астероїд головного поясу, відкритий 8 вересня 2002 року.
Тіссеранів параметр щодо Юпітера — 3,171.